# آلفرد مواسیو
 آلفرد مواسیو  (انگلیسی: Alfred Moisiu؛ زاده ۱ دسامبر ۱۹۲۹) یک سیاست‌مدار اهل آلبانی است.